# Пркос Иванићки
Пркос Иванићки је бивше насељено место у саставу Града Иванић-Града, у Загребачкој жупанији, Хрватска. На попису 2011. године насеље је укинуто и припојено насељу Иванић-Град.

## Попис1991.
На попису становништва 1991. године, насељено место Пркос Иванићки је имало 310 становника, следећег националног састава:
| Попис 1991.‍  | Попис 1991.‍  | Попис 1991.‍ | Попис 1991.‍ | Попис 1991.‍ |
| ------------ | ------------ | ----------- | ----------- | ----------- |
|              |              |             |             |             |
| Хрвати       | Хрвати       |             | 305         | 98,38%      |
| Македонци    | Македонци    |             | 1           | 0,32%       |
| Муслимани    | Муслимани    |             | 1           | 0,32%       |
| Црногорци    | Црногорци    |             | 1           | 0,32%       |
| неопредељени | неопредељени |             | 2           | 0,64%       |
| укупно: 310  |              |             |             |             |